# Claudio Vandelli
Claudio Vandelli (nascido em 27 de julho de 1961) é um ex-ciclista italiano que participava em competições de ciclismo de estrada.
Foi o vencedor e recebeu a medalha de ouro na prova dos 100 km contrarrelógio por equipes, realizada nos Jogos Olímpicos de 1984 em Los Angeles, nos Estados Unidos. Tornou-se um ciclista profissional em 1985 e competiu até o ano de 1989. Seu irmão, Maurizio também foi um ciclista profissional.